# Zajezdnia tramwajowa Wrzeszcz
Zajezdnia tramwajowa Wrzeszcz – zajezdnia tramwajowa w Gdańsku, położona w dzielnicy Strzyża. Jedna z dwóch czynnych gdańskich zajezdni tramwajowych.

## Opis obiektu
Zajezdnia tramwajowa Wrzeszcz została oddana do użytku w 1935 roku. Wbrew nazwie, położona jest w dzielnicy Strzyża. W skład zajezdni wchodzą: pięciotorowa hala obsługi codziennej, dwutorowa hala przeglądów, warsztaty naprawcze, myjnia, tokarka podtorowa oraz budynki biurowe i dyspozytornia. Może tu stacjonować ok. 90 tramwajów. Obecnie jest to jedna z dwóch czynnych gdańskich zajezdni tramwajowych, obok zajezdni tramwajowej Nowy Port. Obiekt wpisany jest do gminnej ewidencji zabytków.